# Grevillea irrasa
Grevillea irrasa är en tvåhjärtbladig växtart. Grevillea irrasa ingår i släktet Grevillea och familjen Proteaceae.

## Underarter
Arten delas in i följande underarter:
- G. i. didymochiton
- G. i. irrasa